# Frida von Bülow

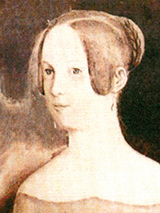
Frida von Bülow

Frida von Bülow (* 10. Dezember 1822 in Parchim; † 15. Oktober 1894 in Schwerin) war die Jugendliebe des niederdeutschen Dichters Fritz Reuter.

## Leben
Frida von Bülow war die Tochter des Festungskommandanten der Festung Dömitz Christian Dietrich Carl von Bülow. Die letzte Zeit (Juni 1838 bis August 1840) seiner siebenjährigen Festungszeit verbrachte der niederdeutsche Dichter Fritz Reuter auf der Festung. Hier verliebte er sich in Frida von Bülow. Er porträtierte sie und verfasste Liebesgedichte für sie. Nach seiner Entlassung sahen sie sich nicht wieder, führten jedoch einen Briefwechsel. Frida von Bülow blieb unverheiratet und lebte nach dem Tod ihres Vaters 1850 mit ihren vier Schwestern, die ebenfalls unverheiratet blieben, in Schwerin. Fritz Reuter ließ Frida durch einen Freund sein Buch Hanne Nüte un de lütte Pudel überbringen. Frida von Bülows Grab befindet sich auf dem Alten Friedhof am Obotritenring in Schwerin.